# لورنز كروبفيتش
لورنس كروبفيتش بالألمانية Lorenz Kropfitsch: ولد لورنس كروبفيتش عام 1946 في النمسا وحصل على الدكتوراه في الاقتصاد، وهو تلميذ المستعرب المعروف هانز فير Hans Wehr صاحب أشهر قاموس عربي ألماني. درس لورنس كروبفيتش اللغة العربية في سوريا ولبنان، ثم أصبح أستاذاً للترجمة من العربية إلى الألمانية في كلية اللسانيات التطبيقية والدراسات الثقافية بجرمرسهايم التابع لجامعة ماينز الألمانية. وقد قام كروبفيتش بإصدار الطبعة الخامسة من قاموس أستاذه هانز فير بعد وفاته، ثم قام بنفسه بتأليف قاموس عربي ألماني جديد نشرته دار النشر الألمانية لانجنشايت عام 1996، وفي عام 1999 نشر كروبفيتش قاموسه الاقتصادي (المعجم الاقتصادي: عربي - ألماني) والذي يَشهد له بدقةٍ متناهية وبإلمامٍ واسع بالمصطلحات الاقتصادية. وللدكتور كروبفيتش صفحة خاصة به على شبكة الأنترنت عنوانها هو: 